# Area naturale marina protetta Capo Carbonara
L'area naturale marina protetta Capo Carbonara (in sardo: Aréa naturale marina protegida de Cabu Carbonara) è un'area marina protetta che si trova nella Sardegna sud orientale, nella zona di mare Tirreno che va da capo Boi fino all'area antistante l'isola Serpentara.

## Territorio

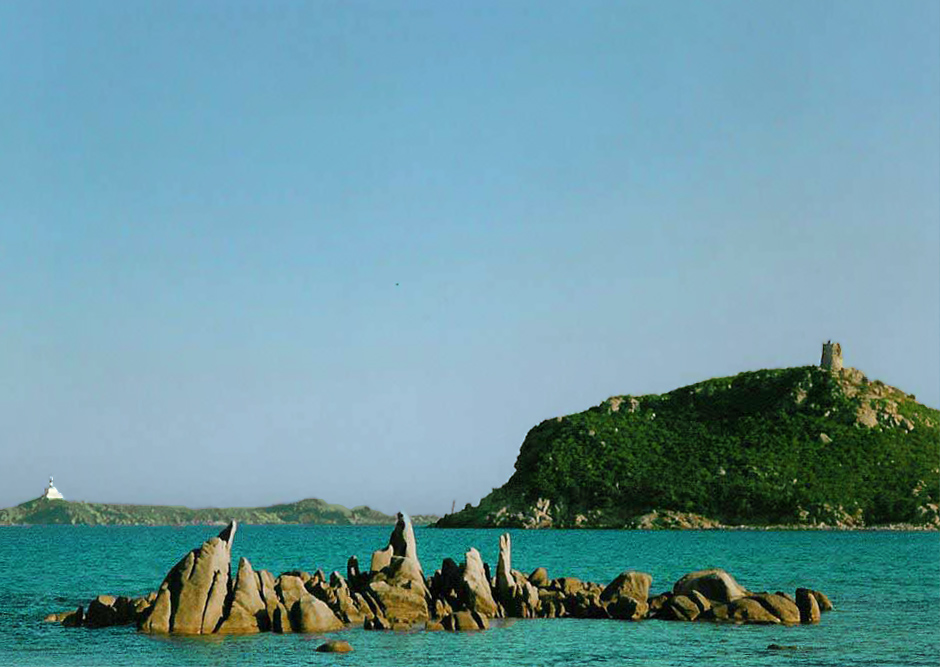
L'isola dei Cavoli

La sua superficie di quasi 86 chilometri quadrati è suddivisa dai quadranti: A, B e C.
Nell'area marina protetta sono incluse oltre al promontorio di capo Carbonara, l'isola dei Cavoli, la secca dei Berni (nella zona di mare antistante Villasimius fra l'isola dei Cavoli e l'isola Serpentara), le secche di Mezzo e di Libeccio (a sud dell'isola dei Cavoli), la secca di Santa Caterina a ovest dell'omonima cala e la secca dei Pescatelli nella zona di mare antistante porto Saruxi.
Nell'area è vietata la pesca subacquea in tutti i quadranti, si possono effettuare immersioni con autorespiratore solamente dopo aver ottenuto il benestare dalla direzione dell'area marina protetta. Inoltre nel quadrante A sono anche vietate la navigazione e la balneazione.

## Flora e fauna

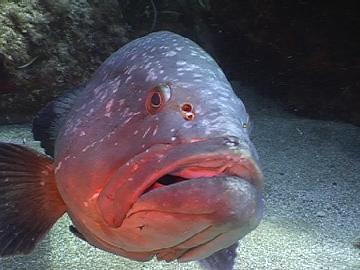
Una cernia incuriosita dall'obbiettivo.

Nell'area sono presenti tutte le specie ittiche mediterranee, e in particolare abbondano: labridi, sparidi, serranidi, grongoidi, murenoidi, carangidi. Nelle praterie di posidonia si possono ammirare esemplari di nacchera di notevoli dimensioni, mentre nelle franate granitiche, grazie alla continua presenza di correnti sono visibili magnifiche gorgonie intervallate dai gigli di mare; tutto questo è contornato da imponenti branchi di occhiate, salpe e castagnole.

Incontri con branchi di barracuda, ricciole e dentici sono frequenti in tutte le secche. Cernie e corvine possono essere avvicinate e fotografate facilmente anche dagli snorkelisti.
Il capo meridionale dell'isola di Serpentara, punta La Guardia, è frequentato dai delfini, in particolare gli avvistamenti avvengono nelle prime ore del mattino e durante il tramonto.

## Relitti
A causa delle forti mareggiate invernali, in prevalenza causate dai venti di libeccio e maestrale e dalle numerose secche presenti, nei fondali dell'area giacciono relitti di tutti i tempi, dalle galere romane ai moderni cargo, i quali offrono interessanti siti d'immersione, sia dal punto di vista biologico che da quello fotografico per subacquei di tutti i livelli:
- secca dei Berni "Galera romana"
- secca di Punta Molentis "Veliero Spagnolo"
- secca di Libeccio "Ancore romane"
- isola dei Cavoli "Relitto dei tubi"
- secca di Santa Caterina "Nave da carico Egle"
- capo Carbonara "Traghetto Elba Ferry"